# Ctenoplusia selagisma
Ctenoplusia selagisma là một loài bướm đêm trong họ Noctuidae.